# إرازيم لوربيك
إرازيم لوربيك (بالسلوفينية: Erazem Lorbek)‏ مواليد 21 فبراير 1984 في ليوبليانا، جمهورية يوغوسلافيا الاشتراكية الاتحادية، هو لاعب كرة سلة سلوفيني بدأ مسيرته الاحترافية في سنة 1999. تم اختياره من قبل فريق إنديانا بايسرز خلال الدرافت. يبلغ طوله 6 قدم 10.75 بوصة (2.1 م).

## المسيرة الاحترافية
لعب مع فورتيتودو بولونيا في الدوري الإيطالي من سنة 2003 إلى 2006، ثم لعب مع بالونكيستو مالقا في الدوري الإسباني في موسم 2006–2007، ثم لعب مع تريفيزو لكرة السلة في الدوري الإيطالي في سنة 2007، ثم لعب مع فيرتوس روما في موسم 2007–2008، ثم لعب مع نادي سسكا موسكو لكرة السلة في الدوري الروسي في موسم 2008–2009، ثم لعب مع نادي برشلونة لكرة السلة في الدوري الإسباني من سنة 2009 إلى 2014.

## الإنجازات

### الإنجازات مع النادي
- ليغا باسكيت الدرجة الأولى (1): 2004–05
- الدوري الإسباني لكرة السلة (3): 2010–11، 2011–12، 2013–14
- 2009–10، 2010–11، 2012–13
- 2009، 2010، 2011
- الدوري الأوروبي لكرة السلة (1): 2009–10

## إحصائيات المسيرة
| † | فاز بالبطولة |

### الدوري الأوروبي
| السنة    | الفريق                     | لعب | بدأ  | دقيقة | ميداني% | ثلاثية | حرة  | ارتداد | صنع | استلاب | تصدي | نقطة | أداء |
| -------- | -------------------------- | --- | ---- | ----- | ------- | ------ | ---- | ------ | --- | ------ | ---- | ---- | ---- |
| 2003–04  | فورتيتودو بولونيا          | 22  | 1    | 10.7  | .574    | .400   | .542 | 2.3    | .4  | .5     | .4   | 3.5  | 4.4  |
| 2004–05  | فورتيتودو بولونيا          | 20  | 13   | 22.1  | .566    | .368   | .706 | 4.9    | .9  | 1.1    | .9   | 9.3  | 11.8 |
| 2005–06  | فورتيتودو بولونيا          | 19  | 12   | 23.0  | .529    | .474   | .528 | 4.4    | 1.1 | .8     | .4   | 9.6  | 10.6 |
| 2006–07  | بالونكيستو مالقا           | 9   | 1    | 14.0  | .323    | .200   | .500 | 3.8    | .7  | .7     | .7   | 2.7  | 5.2  |
| 2007–08  | فيرتوس روما                | 20  | 19   | 26.8  | .530    | .390   | .685 | 5.6    | .8  | 1.6    | 1.0  | 13.3 | 15.4 |
| 2008–09  | نادي سسكا موسكو لكرة السلة | 21  | 15   | 23.1  | .584    | .444   | .652 | 5.0    | .8  | .8     | .7   | 12.0 | 14.6 |
| 2009–10† | نادي برشلونة لكرة السلة    | 22  | 17   | 24.6  | .536    | .423   | .674 | 4.4    | 1.2 | .8     | .8   | 8.6  | 11.5 |
| 2010–11  | نادي برشلونة لكرة السلة    | 20  | 16   | 21.1  | .512    | .371   | .722 | 3.6    | .9  | .9     | .3   | 8.4  | 11.0 |
| 2011–12  | نادي برشلونة لكرة السلة    | 21  | 21   | 25.2  | .527    | .383   | .761 | 4.6    | 1.3 | .6     | .3   | 13.0 | 15.1 |
| 2012–13  | نادي برشلونة لكرة السلة    | 30  | 26   | 21.2  | .489    | .419   | .750 | 3.4    | 1.0 | .2     | .2   | 8.9  | 8.5  |
| 2013–14  | نادي برشلونة لكرة السلة    | 19  | 16   | 19.4  | .484    | .325   | .556 | 2.7    | .6  | .1     | .2   | 8.0  | 6.8  |
| المسيرة  |                            | 1   | 21.3 | .526  | .388    | .668   | 4.0  | .9     | .7  | .5     | 9.1  | 10.6 |      |

## روابط خارجية
- إرازيم لوربيك على موقع الاتحاد الدولي لكرة السلة (الإنجليزية)
- إرازيم لوربيك على موقع الدوري الأوروبي لكرة السلة (الإنجليزية)
- إرازيم لوربيك على موقع سبورتس رفرنس (الإنجليزية)
- إرازيم لوربيك على موقع الدوري الإسباني لكرة السلة (الإسبانية)
- إرازيم لوربيك على موقع كرة السلة الأوروبية.كوم (الإنجليزية)
- إرازيم لوربيك على موقع DraftExpress.com (الإنجليزية)
- إرازيم لوربيك على موقع كلية كرة السلة في سبورتس رفرنس.كوم (الإنجليزية)
- إرازيم لوربيك على موقع ريلجم (الإنجليزية)
- إرازيم لوربيك على موقع بروبوليرز (الإنجليزية)
- إرازيم لوربيك على موقع سبورتس رفرنس (الإنجليزية)